# Jakow Gonczarow
Jakow Ignatjewicz Gonczarow, Jakau Ignatawicz Ganczarou (ros. Яков Игнатьевич Гончаров, biał. Якаў Ігнатавіч Ганчароў, ur. 10 marca?/23 marca 1914 we wsi Kozłowka obecnie w rejonie mścisławskim w obwodzie mohylewskim, zm. 26 marca 1982 w Mścisławiu) był radzieckim lotnikiem wojskowym w stopniu majora lotnictwa i Bohaterem Związku Radzieckiego (1946).

## Życiorys
Urodził się w białoruskiej rodzinie chłopskiej. Skończył 7 klas, pracował w kołchozie, w grudniu 1932 został powołany do Armii Czerwonej. W 1937 ukończył szkołę młodszych specjalistów lotniczych w Nerczyńsku, w 1939 brał udział w walkach z Japończykami nad Chałchin-Goł. Od czerwca 1941 uczestniczył w wojnie z Niemcami, walczył na Froncie Zachodnim, Briańskim, Południowo-Zachodnim, Stalingradzkim, Dońskim, Centralnym, Białoruskim i 1 Białoruskim. Początkowo był strzelcem-radiotelegrafistą, później szefem łączności eskadry w 99 (od 17 czerwca 1943: 96 gwardyjskim) pułku lotnictwa bombowego. Swój pierwszy lot bojowy wykonał 26 czerwca 1941; wówczas jego samolot został zestrzelony, a on sam ranny i odesłany na leczenie. W styczniu 1942 brał udział w operacji barwienkowo-łozowskiej, w maju 1942 w walkach o Charków, później w składzie 270 Dywizji Lotnictwa Bombowego 8 Armii Powietrznej Frontu Stalingradzkiego i 223 Dywizji Lotnictwa Bombowego 16 Armii Powietrznej Frontu Dońskiego w bitwie pod Stalingradem. Od 5 lipca 1943 w składzie 301 Dywizji Lotnictwa Bombowego uczestniczył w bitwie pod Kurskiem, od 12 lipca do 18 sierpnia 1948 w operacji orłowskiej, od 26 sierpnia do 30 września 1943 w operacji czernihowsko-prypeckiej, od 10 do 30 listopada 1943 w operacji homelsko-rzeczyckiej, a od 8 do 30 stycznia 1944 w operacji kalenkowicko-mozyrskiej. W lutym 1944 brał udział w operacji rogaczowsko-żłobińskiej, od 23 czerwca do 29 sierpnia 1944 w operacji białoruskiej, od 14 stycznia do 3 lutego 1945 warszawsko-poznańskiej (część operacji wiślańsko-odrzańskiej), od 10 lutego do 4 kwietnia 1945 w operacji pomorskiej, a od 16 kwietnia do 8 maja 1045 w berlińskiej. 16 stycznia 1945 brał udział w bombardowaniu lotniska k. Tomaszowa, 20 lutego 1945 w bombardowaniu stacji kolejowej w Chojnie k. Szczecina, a 3 marca 1945 w bombardowaniu siły żywej i techniki wroga w Stargardzie. Do 15 marca 1945 wykonał 221 lotów bojowych, bombardując skupiska techniki wojskowej i siły żywej wroga oraz w celach zwiadowczych na tyły wroga. Do końca wojny wykonał łącznie 244 loty bojowe. W walkach powietrznych strącił osobiście jeden i w grupie trzy niemieckie samoloty. W 1951 ukończył kursy doskonalenia kadry oficerskiej przy moskiewskiej szkole łączności, w 1954 odszedł do rezerwy w stopniu majora. Jego imieniem nazwano ulicę w Mścisławiu.

## Odznaczenia
- Złota Gwiazda Bohatera Związku Radzieckiego (15 maja 1946)
- Order Lenina (15 maja 1946)
- Order Czerwonego Sztandaru (czterokrotnie, 17 czerwca 1942, 4 lipca 1944, 6 lipca 1944 i 5 listopada 1954)
- Order Czerwonej Gwiazdy (trzykrotnie, 11 września 1941, 17 czerwca 1945 i 5 listopada 1946)
- Medal „Za zasługi bojowe” (3 listopada 1944)
- Medal „Za obronę Stalingradu”
- Medal „Za wyzwolenie Warszawy”
- Medal „Za zdobycie Berlina”
- Medal „Za zwycięstwo nad Niemcami w Wielkiej Wojnie Ojczyźnianej 1941–1945”